# کلوپ تهران

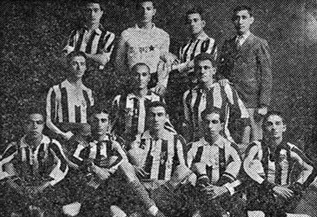
کلوپ تهران قهرمان جام باشگاه‌های تهران ۱۳۱۵

کلوپ تهران یک باشگاه فوتبال در تهران، ایران بود. این باشگاه، بر اساس باشگاه کلوپ ایران تاسیس شده است. همهٔ بازیکنان کلوپ ایران در سال ۱۹۲۳ به این باشگاه تازه تأسیس کلوپ تهران منتقل شدند. این تیم دو بار قهرمان جام باشگاه‌های تهران شد.

## افتخارات
جام سالانهٔ فوتبال تهران:
قهرمان: ۱۳۰۶ و ۱۳۱۶